# Pirati s Karibov: Mrtvečeva skrinja
Pirati s Karibov: Mrtvečeva skrinja (v izvirniku angleško Pirates of the Caribbean: Dead Man's Chest) je ameriški pustolovski film režiserja Gora Verbinskega, posnet leta 2006.
Dogajanje se odvija na Karibskih otokih in nadaljuje zgodbo filma Pirati s Karibov: Prekletstvo črnega bisera iz leta 2003. Kmalu po tem ko je prekletstvo Črnega bisera izničeno, kapitan Jack Sparrow (Johnny Depp) izve za svoj dolg Davyju Jonesu (Bill Nighy), Willa Turnerja (Orlando Bloom) in Elizabeth Swann (Keira Knightley) pa aretira Lord Cutler Beckett (Tom Hollander) zaradi njune vloge pri Jackovem pobegu pred usmrtitvijo.
Kljub temu, da so ga filmski kritiki označili za predolgega in z mestoma zmedeno zgodbo, je podrl več rekordov gledanosti in postal tretji film v zgodovini, ki je presegel milijardo dolarjev prihodkov od obiska kinodvoran. S tem je najuspešnejši Disneyjev film vseh časov. Nominiran je bil za štiri oskarje in osvojil oskarja za posebne učinke.

## Vloge
| Igralec           | Vloga                    |
| ----------------- | ------------------------ |
| Johnny Depp       | kapitan Jack Sparrow     |
| Orlando Bloom     | Will Turner              |
| Keira Knightley   | Elizabeth Swann          |
| Stellan Skarsgård | »Škorenjc Bill« Turner   |
| Bill Nighy        | Davy Jones               |
| Jack Davenport    | James Norrington         |
| Kevin McNally     | Joshamee Gibbs           |
| Jonathan Pryce    | guverner Weatherby Swann |
| Tom Hollander     | Lord Cutler Beckett      |
| Mackenzie Crook   | Ragetti                  |
| Lee Arenberg      | Pintel                   |
| Martin Klebba     | Marty                    |
| Naomie Harris     | Tia Dalma                |
| David Bailie      | Cotton                   |
| Dermot Keaney     | Maccus                   |
| David Schofield   | Mercer                   |
| Alex Norton       | kapitan Bellamy          |
| Geoffrey Rush     | kapitan Hector Barbossa  |